# Julio César Chávez
Julio César Chávez (Ciudad Obregón, 12 juli 1962) is een voormalig Mexicaans bokser. Hij werd zes keer wereldkampioen in drie gewichtsklassen, en een aantal jaren werd hij beschouwd als een van de beste boksers ter wereld. 
In een carrière die meer dan 25 jaar duurde, heeft Chávez vijf wereldtitels in drie gewichtsklassen gewonnen: de WBC supervedergewicht-titel in 1984, de WBA lichtgewicht-titel in 1987, de WBC lichtgewicht-titel in 1988, de WBC lichtweltergewicht-titel in 1989, de IBF lichtweltergewicht-titel in 1990 en de WBC lichtweltergewicht-titel in 1994.
Chávez houdt records voor de meeste titelgevechten, en heeft na Joe Louis de meeste titelverdedigingen gewonnen door knock-out. Chávez was 13 jaar lang ongeslagen. Hij had 87 opeenvolgende overwinningen tot zijn gelijkspel met Pernell Whitaker. In 2011 werd hij ingewijd in de prestigieuze International Boxing Hall of Fame.